# Alte Höhle (Hemer)
Die Alte Höhle, auch Von-der-Becke-Höhle nach Heinrich von der Becke benannt, ist eine Tropfsteinhöhle im Stadtteil Sundwig von Hemer. Sie ist 630 Meter lang. Die Höhle liegt im mitteldevonischen Massenkalk des Sauerlandes und steht über das Perick-Höhlensystem mit weiteren Höhlen in Verbindung. Eine erste urkundliche Erwähnung fand im 15. Jahrhundert statt.